# サプライズ (帆走フリゲート)
HMS サプライズ（英: HMS Surprise）は、イギリス海軍の帆走フリゲート。1796年に就役し、1802年に売却された。もともとは1794年に建造されたフランス海軍のコルベット「ユニテ」（Unité）であり、1796年にイギリス海軍に捕獲されたものである。
（イギリス海軍には「サプライズ」（SurpriseまたはSurprize）という船が歴代13隻存在し、本艦はその6代目、フリゲートとしては全4隻中3代目に当たる。他の3隻のフリゲートについては本項の末尾で触れる。）

## 艦歴
- 起工：1793年8月
- 進水：1794年1月16日
- 就役：1794年4月（フランスコルベット「ユニテ」）
- 捕獲：1796年4月20日（イギリス軍艦「インコンスタント」による）
- 売却：1802年2月

## 要目
- 排水量：350 トン
- 船体長：38.2 m
- 船体幅：9.5 m
- 喫水：4.2 m
- 武装
  - 「ユニテ」時代：8ポンド砲24門（上甲板）、4ポンド砲8門
  - 「サプライズ」時代（当初）：8ポンド砲24門（上甲板）、12ポンドカロネード砲6門、4ポンド砲10門
  - 「サプライズ」時代（改装後）：32ポンドカロネード砲24門（上甲板）、32ポンドカロネード砲8門、6ポンド追撃砲4門

## フランス軍艦「ユニテ」
フランス海軍の帆走コルベット「ユニテ（Unité）」はピエール=アレクサンドル・フォルフェーの設計により、1794年、ル・アーヴルで建造された。武装として8ポンド砲24門と、4ポンド長砲8門を装備していた。
「ユニテ」は栄光の6月1日の海戦に参加し、マストを失って「オーダシュー（Audacieux）」に曳航されていた「レヴォリュシヨネール（Révolutionnaire）」を護衛した。
「ユニテ」は1796年4月20日、アンナバにおいて、イギリス軍艦「インコンスタント」に急襲され、捕獲された。その時ル・ドレズニク艦長は天然痘を病んでおり、組織的な抵抗をすることができなかった。

## HMS サプライズ
「ユニテ」はイギリス海軍によって軍艦「サプライズ」と改名され、6等級フリゲートに類別された。「サプライズ」は武装を変更され、上甲板に8ポンド長砲24門、艦尾甲板に12ポンドカロネード砲4門と4ポンド長砲8門、艦首楼に12ポンドカロネード砲2門と4ポンド長砲2門を装備するようになった。そして後日、上甲板の8ポンド砲の代わりに32ポンドカロネード砲24門を装備し、また、艦尾甲板と艦首楼に同じ砲8門と6ポンド追撃砲4門を搭載した。
「サプライズ」は1799年のイギリス軍艦「ハーマイオニー」奪還作戦で名を挙げた。「ハーマイオニー」は乗組員の反乱によってスペインに投降し、スペイン領プエルト・カベヨにあった。「サプライズ」のエドワード・ハミルトン艦長は、「ハーマイオニー」に部隊を率いて乗り込み、血みどろの戦闘の後これを奪還、スペインの砲火の下から脱出した。
「サプライズ」は1802年2月にデプトフォードで退役、売却された。

## フィクションの中の「サプライズ」
「サプライズ」は、パトリック・オブライアンの書いた小説「オーブリー&マチュリンシリーズ」の主人公「ラッキー」ジャック・オーブリー艦長が候補生時代に乗り組み、後に艦長となる船として選ばれており、現実の「サプライズ」よりずっと長生きして、やがてオーブリーが提督として自らの旗を翻すのを見届けることになる。「サプライズ」はストーリーにおける重要性もさりながら、愛読者に与える情緒的な香味によって、シリーズの重要な構成要素となっている。
2003年の映画『マスター・アンド・コマンダー』では、20世紀フォックスが軍艦「ローズ」のレプリカを購入して所定の改修を加え劇中の「サプライズ」を演じさせた。映画ではオーブリーが士官候補生として1785年に乗り組んだことになっているが、現実の「サプライズ」はその当時はまだ進水もしていないので、それは不可能である。オブライアンの小説でもオーブリーが士官候補生として「サプライズ」に乗り組んでいたことは書かれているが、年代は明記されておらず、年代記的には未解決である。
このレプリカのサプライズは映画の撮影後、サンディエゴ海洋博物館に売却され、船名はそのままに展示されている。

## その他のフリゲート「サプライズ」

### 初代
24門6等級艦。1745年1月27日進水、1770年解体。

### 2代目
28門6等級艦。1774年進水、1783年売却。

### 4代目
38門艦。1809年4月10日に発注され、1812年7月25日に進水、1812年9月に就役した。
米英戦争中の1812年12月19日、西インド諸島に向けて出航し、1813年1月16日にアメリカの12門私掠船「ディケーター」をリーワード諸島で捕獲した。米英戦争の間は北アメリカ海域で任務に就き1814年9月のフォートマクヘンリー砲撃に従事した。米英戦争終了後1815年9月に任務を離れ、予備艦となった。その後囚人船などを経て1837年に売却された。

## 外部参照
- Travels with the Tall Ship Rose
- HMS Surprise at the San Diego Maritime Museum
- A wealth of research by JoTiKa Ltd for an accurate kit production